# Membraniporopsis bifloris
Membraniporopsis bifloris är en mossdjursart som först beskrevs av Wang och Tung 1976.  Membraniporopsis bifloris ingår i släktet Membraniporopsis och familjen Membraniporidae. Inga underarter finns listade i Catalogue of Life.